# Cơ căng màn hầu
 Cơ căng màn hầu (tiếng Anh: tensor palati) là một cơ rộng, mỏng, giống như ruy băng trong đầu làm căng vòm miệng mềm.

## Cấu trúc
Căng màn hầu được tìm thấy ở vị trí trước-sau với cơ nâng màn hầu trong.
Cơ căng màn hầu từ mảnh trong xương bướm đi lên, từ gai bướm và từ thành bên của sụn của lỗ thính giác.
Giảm dần theo chiều dọc giữa lá mỏm bướm trong và cơ chân bướm trong, cơ kết thúc trong một đường gân uốn lượn xung quanh mỏm móc xương bướm, được giữ lại trong tình huống này bởi một số sợi có nguồn gốc của cơ chân bướm trong.
Giữa gân và móc là một túi hoạt dịch nhỏ.
Sau đó, gân đi qua trung gian và được đưa vào mạc aponeurotic vòm miệng và vào bề mặt phía sau mào ngang của xương khẩu cái.

### Chi phối
Cơ căng màn hầu được chi bởi dây thần kinh chân bướm trong, một nhánh của thần kinh hàm dưới (thần kinh sọ V3, nhánh thứ ba của dây thần kinh sinh ba), cơ duy nhất của vòm miệng không được bố trí thần kinh bởi đám rối hầu, được hình thành bởi các dây thần kinh lang thang (thần kinh sọ X) và thần kinh lưỡi hầu (thần kinh sọ IX).

## Chức năng
Các cơ căng màn hầu làm căng vòm miệng mềm và bằng cách đó, hỗ trợ cơ nâng màn hầu trong trong việc nâng cao vòm miệng để ngăn chặn và phòng ngừa sự xâm nhập của thức ăn vào vòm họng trong khi nuốt. Do đó vòm miệng căng cung cấp một nền tảng ổn định cho độ cao của hầu họng trong khi nuốt bởi các cơ hầu họng. Vì nó cũng được gắn vào màng sụn bên của lỗ thính giác (còn được gọi là ống Eustachi), nó hỗ trợ mở trong khi nuốt hoặc ngáp để cho phép áp suất không khí cân bằng giữa khoang nhĩ và không khí bên ngoài. Cân bằng áp suất không khí trong khoang nhĩ là điều cần thiết để ngăn ngừa tổn thương màng tai và dẫn đến mất khả năng nghe.

## Hình ảnh bổ sung

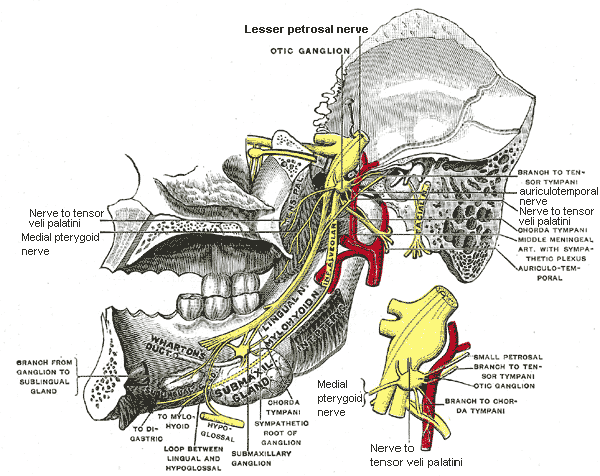
Nhánh xương hàm của thần kinh sinh ba (thần kinh sọ V), nhìn từ đường giữa.